# Konstantin Kromiadi
Konstantin Grigoriewicz Kromiadi, ros. Константин Григорьевич Кромияди (ur. w 1893 w Karsie w Rosji, zm. w 1991 w USA) – rosyjski wojskowy (pułkownik), dowódca Rosyjskiej Narodowej Armii Ludowej, szef sztabu batalionu gwardyjskiego Rosyjskiej Armii Wyzwoleńczej, a następnie dowódca Kwatery Głównej gen. Andrieja Własowa podczas II wojny światowej, emigracyjny działacz i publicysta antykomunistyczny.
Był z pochodzenia Grekiem. Wstąpił ochotniczo do armii rosyjskiej. Brał udział w stopniu porucznika w I wojnie światowej na Kaukazie. Wiosną 1917 r. uczestniczył w wyprawie perskiej wojsk gen. Łazara Biczerachowa jako dowódca batalionu piechoty. Podczas wojny domowej w Rosji przyłączył się do białych, osiągając stopień pułkownika. Po jej zakończeniu udał się na emigrację do Niemiec, gdzie pracował m.in. jako taksówkarz w Berlinie. W okresie II wojny światowej podjął współpracę z Niemcami. Od 1 września 1941 r. pracował w Ostministerium Alfreda Rosenberga. Pod koniec marca 1942 r. przyjechał do Smoleńska, gdzie wziął udział w formowaniu i został dowódcą Rosyjskiej Narodowej Armii Ludowej. 29 sierpnia został jednak usunięty ze stanowiska i wezwany do Berlina. Następnie zbliżył się do gen. Andrieja Własowa, który wiosną 1943 r. powierzył mu funkcję szefa sztabu – tworzonego pod Pskowem – batalionu gwardyjskiego ROA. Na pocz. września tego roku objął dowództwo Kwatery Głównej gen. Własowa. Jednocześnie był szefem jego kancelarii. Działał na rzecz poparcia rosyjskiego ruchu wyzwoleńczego gen. Własowa przez rosyjską emigrację. Pod koniec 1944 r. przystąpił do Komitetu Wyzwolenia Narodów Rosji. Po zakończeniu wojny zamieszkał w zachodnich Niemczech. Działał w rosyjskich organizacjach antykomunistycznych i pracował w Radiu Wolna Europa. W 1980 r. w San Francisco opublikował książkę pt. "For Land, for freedom...", opisującą jego przeżycia związane z działalnością wojenną w rosyjskim ruchu wyzwoleńczym.